# Mizutani Jun
Mizutani Jun (水谷 隼, sinh ngày 9 tháng 6 năm 1989) là một vận động viên bóng bàn người Nhật Bản. Anh trở thành nhà vô địch Nhật Bản trẻ nhất ở tuổi 17. Anh là người đầu tiên giữ chức vô dịch năm lần liên tiếp, tại các giải vô địch quốc gia từ năm 2007 đến năm 2011.
Sau khi thắng Vladimir Samsonov với tỉ số 4-1 để giành huy chương đồng tại Thế vận hội Rio 2016, anh đã giành được huy chương đơn đầu tiên trong ba giải đấu quốc tế lớn. Đó cũng là huy chương bóng bàn đơn đầu tiên của Nhật Bản.

## Đời tư
Mizutani cưới bạn gái ngày 22 tháng 11 năm 2013. Ngày 14 tháng 10 năm 2014, anh đăng lên blog của mình, "Hơi trễ một chút. Đây là con gái tôi. Con bé sẽ mãi là thần dược của tôi."
Mizutani xuất hiện trong bộ phim năm 2017 Mixed Doubles, đóng vai chính anh.

## Sự nghiệp

### Singles
Tính đến 12 tháng 8 năm 2016
- Thế vận hội: vòng 32 (2008),[7] vòng 16 (2012), hạng 3 (2016)
- Giải vô địch Thế giới: tứ kết (2011, 2015).
- Cúp Thế giới: 5 lần tham gia. Hạng cao nhất: 4 (2010, 2011, 2014, 2015).
- ITTF World Tour nhất (7): Hàn Quốc Mở rộng 2009; Hungary Mở rộng 2010; Kuwait Mở rộng, Nhật Bản Mở rộng 2012, Slovenia Mở rộng, Úc Mở rộng, Ba Lan Mở rộng 2016. Nhì (4): Nhật Bản Mở rộng 2010; Nhật Bản Mở rộng 2011; Nhật Bản Mở rộng 2014; Úc Mở rộng 2015.
- ITTF World Tour Grand Finals: nhất (2010, 2014[8]).
- ASIAD: bán kết (2010).
- Giải vô địch châu Á: bán kết (2009, 2012).
- Cúp châu Á: hạng 3 (2007, 2014, 2015).

### Đôi nam
- Giải vô địch Thế giới: bán kết (2009).
- ITTF World Tour: nhất (2): Trung Quốc (Tô Châu), Nhật Bản Mở rộng 2009. Nhì (4): Đài Bắc Trung Hoa Mở rộng 2006; Đức, Anh Mở rộng 2009; Hungary Mở rộng 2010.
- ASIAD: tứ kết (2006).
- Giải vô địch châu Á: bán kết (2007).

### Đôi hỗn hợp
- Giải vô địch Thế giới: vòng 16 (2009).
- Thế vận hội: vô địch (2021).

### Đồng đội
- Thế vận hội: hạng 5 (2008, 2012), hạng 2 (2016).
- Giải vô địch Thế giới: hạng 3 (2008, 2010, 2012, 2014), hạng 2 (2016).
- Cúp Thế giới: hạng 5 (2009).
- ASIAD: bán kết (2010, 2014).
- Giải vô địch châu Á: hạng 2 (2007, 2009, 2012, 2013).